# جورج ليديارد ستودارد
كان جورج ليديارد ستيبينز الابن (6 كانون الثاني/يناير 1906 - 19 كانون الثاني/يناير 2000) عالم نباتٍ أمريكي ومتخصصٌ في علم الوراثة، وهو معروفُ عالميًا بأنه أحد علماء الأحياء التطوريين الرئيسيين في القرن العشرين. حصل ستيبينز على شهادة الدكتوراه في علم النبات من جامعة هارفرد في عام 1931. عمل في جامعة كاليفورنيا في بيركلي على التطور الوراثي للأنواع النباتية.
نشر ستيبينز العديد من الكتب من أهمها كتاب التباين والتطور في النباتات الذي جمع بين علم الوراثة ونظرية داروين في الانتقاء الطبيعي لوصف أنواع النباتات. يعُتبر هذا الكتاب واحد من الكتب الرئيسية التي شكلت جوهر الاصطناع التطوري الحديث والتي لا تزال توفّر الهيكل النظري للبحوث في علم الأحياء التطورية النباتية.
كان لستيبينز دورًا كبيرًا في إنشاء قسم علم الوراثة في جامعة كاليفورنيا في ديفيس، وكان نشطًا في العديد من المنظمات المشاركة في النهوض بالتطور والعلوم بشكلٍ عام منذ سنة 1960. كما أنه رُشِّح للأكاديمية الوطنية للعلوم وحصل على الميدالية الوطنية للعلوم، وشارك في تطوير برامج العلوم القائمة على التطور للمدارس الثانوية في كاليفورنيا، وفي الحفاظ على النباتات النادرة في تلك الولاية.

## النشأة والتعليم
وُلد ستيبينز في لورنس، نيويورك لوالديه جورج ليدارد ستيبينز، ممولٌ عقاري ثري استلم تطوير مرفأ سيل هاربور في ولاية ماين وساعد في تأسيس منتزه أكاديا الوطني، ووالدته إديث ألدن كاندلر ستيبينز، وهو الابن الصغر بين أخوته الثلاثة. اشتهر ستيبينز طوال حياته باسم ليديارد وذلك للتفريق بينه وبين والده.
شجّع الوالدين اهتمام أبنائهم بالتاريخ الطبيعي عن طريق رحلاتهم الدورية إلى المرفأ. أصيبت الوالدة إديث بمرض السل في عام 1914 وانتقلت العائلة بأسرها إلى سانتا باربرا، كاليفورنيا من أجل معالجتها. التحق ستيبينز عند وصوله إلى كاليفورنيا في مدرسة كيت في كاربينتريا حيث تأثّر بمدرّس التاريخ الطبيعي الأمريكي وعالم الطيور الهاوي وعالم النبات رالف هوفمان.
أنهى ستيبينر مدرسته الثانوية والتحق في جامعة هارفارد في قسم الدراسات السياسية. قرر بعدها التخصص في علم النبات بحلول السنة الثالثة من دراسته الجامعية.
بدأ ستيبينز بالدراسات العليا في جامعة هارفارد في عام 1928 حيث عمل في البداية على تصنيف النباتات المزهرة والجغرافيا الحيوية، وبشكلٍ خاص في علم النباتات في نيو إنغلاند مع عالم النبات ميريت ليندون فيرنالد. أكمل ستيبنر شهادة الماجستير في عام 1929 واستمر في العمل في سبيل الحصول على درجة الدكتوراه.
أصبح أيضًا مهتمًا باستخدام الصبغيات في الدراسات التصنيفية، وهي طريقةٌ لم يدعمها فيرنالد. ركّز ستيبينز في مجال أطروحة الدكتوراه خاصته على علم خلايا العمليات الإنتاجية النباتية لجنس الأنتينارية وذلك بإشراف عالم الخلايا إدوارد تشارلز جيفري، وفرنالد على قائمة المشرفين.
كان لستيبينز أملًا كبيرًا في الحصول على بعض النصائح من عالم الوراثة كارل ساكس وذلك أثناء فترة ترشيح أطروحة الدكتوراه خاصته. حدد ساكس العديد من الأخطاء في عمل ستيبينز ورفض تفسيره للنتائج التي لم تكن مواكبة لعمل علماء الوراثة المعاصرين على الرغم من اتفاق جيفري معها. تجادل جيفري وساكس حول أطروحة ستيبينز وأعيد تنقيح الأطروحة عدة مرات لاستيعاب وجهات نظرهم المختلفة.
قُبِلت أطروحة ستيبينز في جامعة هارفرد في عام 1931. تزوج من مارغريت تشامبرلين في آذار/مارس في نفس العام وأنجبا ثلاثة أطفال. عمل بعد ذلك كمدرّسٍ في علم الأحياء بجامعة كولجيت في عام 1932، وتابع عمله في علم الوراثة الخلوية هناك. تابع ستيبينز دراسة علم وراثة الأنتينارية، وبدأ في دراسة سلوك الصبغيات في الفاونيا الهجينة التي هجّنها عالم الأحياء بيرسي ساوندرز.
عُرِض على ستيبينز منصب الأبحاث الوراثية في جامعة كاليفورنيا في بيركلي للعمل مع عالم الوراثة إدوارد براون بابكوك في عام 1953. احتاج بابكوك إلى المساعدة في مشروع كبير ممول من قِبل مؤسسة روكفيلر يُمثّل فيه علم الوراثة والعمليات التطورية للنباتات من جنس السراغة وكان مهتمًا بتطوير هذا الجنس إلى شكلٍ نموذجي من أجل تمكين إجراء تحقيقات وراثية مماثلة لتلك التي يمكن إجراءها في حشرة الدروسفيلا ميلانوجاستر (ذبابة فاكهة شائعة).

## التباين والتطور في النباتات
دُعي ستيبينز بناءًا على توصية عالم الوراثة والأحياء التطورية دوبزانسكي لتقديم المحاضرات المرموقة في عام 1946. جمعت محاضرات ستيبينز مجالات متباينة خلافًا لعلم الوراثة والبيئة وعلم اللاهوت النظامي وعلم الخلايا وعلم المتحجرات. نُشِرت هذه المحاضرات في كتاب تحت عنوان «التنوع والتطور في النباتات» (Variation and Evolution in Plants) في عام 1950، والذي أثبت أنه واحدٌ من أهم الكتب في علم النبات في القرن العشرين. [11] جلب الكتاب العلوم النباتية إلى الاصطناع الحديث للنظرية التطورية، وأصبح جزءًا من شريعة الأعمال البيولوجية المكتوبة بين عامي 1936 و 1950 والتي شكلت الاصطناع الحديث للتطور.

## جامعة كاليفورنيا في ديفيس والحياة اللاحقة
كان لستيبينز دورًا كبيرًا في جامعة كاليفورنيا في ديفيس لعام 1950، حيث كان شخصية بارزة في إنشاء قسم علم الوراثة بالجامعة، وكان أول رئيس قسم يتولى المنصب من 1958 إلى 1963. تغير تركيز بحث ستيبينز في ديفيس ليضم مجالات جديدة مثل التشكل التطوري والوراثة في نباتات المحاصيل كالشعير. واصل النشر على نطاقٍ واسع عن تطور النبات، وكتب أكثر من 200 دراسة والعديد من الكتب بعد عام 1950.
ساهم ستيبينز وإدغار أندرسون في دراسة حول أهمية التهجين في التكيف مع بيئات جديدة في عام 1954. اقترحوا أن التعديلات الجديدة ستسهل غزو البيئة التي لم يستخدمها أي من الوالدين من قبل وأن التعديلات الجديدة قد تسهّل تكوين أنواع هجينة مستقرة. طور ستيبينز بعد هذه الدراسة أول نموذج للإشعاع التكيفي.
اقترح ستيبنيز أن وجود درجة عالية من التباين الوراثي ضرورية للتقدم التطوري الكبير، لأنه بسبب بطء معدلات الطفرة كان التركيب الوراثي هو المصدر الأكثر ترجيحًا لهذا التباين، ويمكن تعظيم هذا التباين من خلال التهجين.
كتب ستيبينز عدة كتب خلال فترة وجوده في جامعة كاليفورنيا في ديفيز، وشملت متابعته للنوع والتطور، والنباتات المزهرة: التطور فوق مستوى الأنواع [24] الذي نُشر في عام 1974. يناقش ستيبينز الأصول، وعلم الوراثة وعلم الأحياء التطورية. يناقش أيضًا دور الإشعاع التكيفي في تنويع البذور الوراثية وفائدة تطبيق فهمنا الحالي لعلم الوراثة وعلم البيئة للأنواع لاكتساب المعرفة حول تطور الأنواع القديمة. كما كتب «عمليات التطور العضوي»، وأساس التطور التقدمي، وتطور الصبغيات في النباتات.
كان ستيبينز شغوفًا بتدريس التطور ودافع خلال الستينيات والسبعينيات عن تدريس التطور الدارويني في المدارس العامة. عمل عن كثب مع دراسة مناهج العلوم البيولوجية لتطوير مناهج المدارس الثانوية القائمة على التطور كمبدأ توحيد مركزي في علم الأحياء. كان ستيبينز نشطًا في العديد من المنظمات العلمية بما في ذلك الاتحاد الدولي للعلوم البيولوجية، والجمعية الغربية لعلماء الطبيعة، والجمعية النباتية الأمريكية، وجمعية دراسة التطور، وعمل رئيسًا للجمعية الأمريكية لعلماء الطبيعة.
حصل ستيبنيز على العديد من الجوائز لمساهماته في العلوم كالميدالية الوطنية للعلوم، والميدالية الذهبية من جمعية لينين في لندن، وجائزة جون فريدريك لويس من الجمعية الفلسفية الأمريكية. انتخب أيضًا زميلًا في الأكاديمية الأمريكية للفنون والعلوم في عام 1952. [26] حصل على جائزة ليدي عام 1983 من أكاديمية العلوم الطبيعية في فيلادلفيا.

## روابط خارجية
- جورج ليديارد ستودارد على موقع الموسوعة البريطانية (الإنجليزية)